# Zoo Linz
Koordinaten: 48° 18′ 37,4″ N, 14° 15′ 48,3″ O
Der Zoo Linz ist ein Zoo in der oberösterreichischen Landeshauptstadt Linz. Er liegt am Fuße des Pöstlingberges mit Ausblick über die Stadt.
Er wurde 1980 unter dem Leitbild „Europäische Tiere, Haustiere und deren Urformen“ eröffnet.
Auf einer Fläche von ca. 5,5 Hektar werden heute etwa 650 exotische und heimische Tiere aus rund 110 verschiedenen Arten gepflegt, unter anderem Alpakas, Kleine Pandas, Strauße, Nandus, Emus, Nasenbären, Erdmännchen und zahlreiche Vogelarten. Im warmen Tropenhaus haben etwa Kaimane, Riesenschlangen und Äffchen ihr Zuhause.
Die jährlichen Besucherzahlen bewegen sich um 145.000.